# Bothel
Bothel je obec v německé spolkové zemi Dolní Sasko přibližně 50 kilometrů od města Brémy a 8 kilometrů od města Rotenburg (Wümme), na jižním okraji Stader Geest.

## Společná obec
Bothel je též sídelním městem společné obce (německy Samtgemeinde) Bothel. Společná obec Bothel je současně společenství vesnic, které má celkem 6 obcí, kdy radnice a sprava společenství sídlí v obci Bothel. Společenství obcí v jeho současné podobě vznikla v roce 1972 sloučením 6 okolních obcí.

## Škola
- Wiedau-škola
- Základní škola